# Карема
Карѐма (на италиански и на пиемонтски: Carema; на окситански: Caeima, Каейма, на френски: Carême, Карем) е село и община в Метрополен град Торино, регион Пиемонт, Северна Италия. Разположено е на 349 m надморска височина. Към 1 януари 2020 г. населението на общината е 765 души, от които 56 са чужди граждани.